# John S. Bennett
Sir John Still Bennett, CBE, CVO est né le 22 mars 1911 et mort le 10 décembre 1970, est un avocat britannique, diplomate de carrière et agent de la section yougoslave clandestine du Special Operations Executive (SOE) du Royaume-Uni et des services d'information britanniques pendant la Seconde Guerre mondiale. Après la guerre, il a occupé plusieurs postes diplomatiques à travers le monde avant de devenir haut-commissaire à la Barbade.

## Jeunesse et carrière
John Still Bennett est né le 22 mars 1911,. Il a fait ses études au Clifton College et à Peterhouse, Cambridge. En 1936, Bennett s'est qualifié comme avocat, la même année, il s'est présenté comme candidat travailliste contre Neville Chamberlain,.

## Service lors de la Seconde Guerre mondiale
En 1939, il rejoint la Section D, une branche du Service de renseignement secret britannique (MI6) créée l'année précédente.

### Service en Yougoslavie
En juin 1940, Bennett est envoyé à Belgrade, en Yougoslavie, sous couverture diplomatique en tant qu'employé consulaire auprès de la légation britannique. Il travaille comme assistant de William Bailey, chef de la mission de liaison du Special Operations Executive (SOE). En septembre 1940, la section D est absorbée par Special Operations Executive et rebaptisée SO 2; de nouveaux agents sont recrutés, dont Julian Amery et Peter Boughey.
En octobre 1940, Bennett est nommé assistant principal du nouveau chef du SOE à Belgrade, Tom Masterson, agissant sous le couvert du premier secrétaire de la légation. Des problèmes surviennent car l'influence britannique est limitée par l'absence de coordination et de coopération entre la section D/SOE et la légation britannique à Belgrade.
À la suite de l'invasion allemande en avril 1941, Bennett est nommé chef de la section yougoslave du SOE. D'abord à Istanbul, puis basé au quartier général du Caire, il travaille sous la direction du directeur des opérations spéciales et plus tard du directeur du renseignement militaire, le lieutenant-colonel Terence Airey. Au cours de sa mission, Bennett interviewe l'agent du KGB James Klugmann qui a rejoint le SOE en tant que soldat privé du Pioneer Corps et a joué un rôle déterminant dans le recrutement des espions soviétiques connus sous le nom de Cambridge Five,. Le bureau relève des officiers supérieurs des affaires balkaniques du SOE à Londres : James Pearson, chef du bureau Balkans et Moyen-Orient; et le colonel Edward Boxshall. En septembre 1941, en tant qu'officier supérieur chargé des affaires yougoslaves, il participe à l'organisation de l'opération Bullseye. Bennett fut chef de la section yougoslave du SOE au Caire jusqu'en août 1942. La section comprenait Basil Davidson et Bill Deakin ainsi que le capitaine Hugh Seton-Watson et le lieutenant Klugmann.
Bennett quitte le SOE pour devenir directeur des services d'information britanniques, au nom du ministère de l'Information à Istanbul. Il séjourne à Istanbul de 1943 à 1946.

## Service diplomatique d'après-guerre
En 1946, il est affecté à Bucarest, en Roumanie de jusqu'en 1948 en tant que premier secrétaire d' information et à Stockholm, en Suède de 1949 à 1952. Il est ensuite nommé consul à Houston, aux États-Unis, en 1952, devenant consul général par intérim en 1953 et promu officier de grade 2 en 1954. Bennett a quitté les États-Unis en 1955 avant d'être transféré à Khorramshahr, en Iran, où il a servi comme consul de 1955 à 1959.
Bennett déménage ensuite à Singapour où il est nommé responsable régional de l'information et promu conseiller de 1959 à 1961 avant d'occuper un nouveau poste à Bangkok de 1961 à 1963. En 1964, le ministère des Affaires étrangères le nomme ambassadeur au Burundi et au Rwanda de 1964 à 1966, puis en 1966 haut-commissaire à la Barbade jusqu'en 1970. Bennett est décédé le 10 décembre 1970.

## Honneurs
Bennett est fait Officier de l'Ordre de l'Empire britannique (OBE) le 1er janvier 1959, il est fait chevalier dans les honneurs du Nouvel An de 1963 en recevant un CBE.

## Vie privée
Bennett épouse la journaliste serbe Danica Ribnikar en 1943, fille de Vladislav F. Ribnikar et Milica "Milka" Čolak-Antić, elle est décédée en 1967.